# Espargapites
Espargapites (en grec antic: Σπαργαπειθης) era el nom d'un rei escita i potser creador d'una nissaga que va viure als voltants de l'any 610 aC. Espargapites i Espargàpises, príncep dels massàgetes, són variants del mateix nom, i provenen del nom avèstic Sparəγa-paēsa (𐬯𐬞𐬀𐬭𐬆𐬖𐬀⸱𐬞𐬀𐬉𐬯𐬀).
Un Espargapites va ser rei de la tribu escita dels agatirsos. Segons Heròdot aquest rei va matar a traïció a Ariapites, un altre rei escita, al que va succeir el seu fill Esciles, que a la mort del seu pare va prendre com una de les seves esposes a la seva madrastra Opea.